# Évadné fille de Poséidon
Pour les articles homonymes, voir Évadné.
Dans la mythologie grecque, Évadné (en grec ancien Εὐάδνη / Euádnê) est une nymphe, fille de Poséidon et Pitane (ou Poséidon et Léna).
Elle est l'épouse d'Épytos, roi de Phésane en Arcadie. Séduite par Apollon, elle en a un fils, Iamos. Doté du don de divination, de lui descend le clan des Iamides, importante famille de devins qui exerce à Olympie.